# آکیرا ناگویا
آکیرا ناگویا (انگلیسی: Akira Nagoya; ۸ دسامبر ۱۹۳۰ – ۲۴ ژوئن ۲۰۰۳) بازیگر اهل ژاپن بود.